# KR-860 (航空機)
KR-860（ロシア語: КР-860）は、ロシアの航空機メーカーであるスホーイが1990年代に構想した総2階建て大型ワイドボディ旅客機である。2000年代には初飛行させようとの目標もあったが、実現していない。

## 概要
スホーイが提案したKR-860計画によれば、最大離陸重量を650トン（積載重量300トン）の機体を持ち、800人から1000人の乗客が搭乗できるというデザインであった.  。
これは旧ソビエト連邦のウクライナ共和国のアントノフ設計局（現ウクライナのANTKアントーノウ）が開発した世界最大の大型輸送機であるAn-225の600トンを凌駕していた。1999年に開催されたパリ航空ショーでは1/24スケールのモックアップ模型が展示された 。また構想では300機の市場需要があるとしていたほか、天然ガスを運搬する輸送機にする構想もあった。世界で初めて総2階建て構造を採用したエアバス社のA380は、実際に300機を超える発注契約を獲得し、プロジェクト全体での黒字化に成功した事から、スホーイ社の需要予測は正しかったと言える。この機体のローンチカスタマーとなる航空会社が現れた場合は、開発コストとして100億USドルを見込んでいた。
しかし、このロシア版A380といえる巨人機は構想よりも先に進まず実機が製作されることはなかった。なお、KR-860には"SKD-717"または「ロシアの翼」（クルィーリヤ・ロシーイ、英名で "Wings of Russia"）という呼称もあったという。

## 性能要目 (KR-860)[4]
- 乗客数:860から1000名
- 全長:80m
- 全幅:88m（主翼を折りたたむオプションで64m）
- 翼面積：700 m2
- 最大離陸重量：650,000kg
- 巡航速度：1,000km/h
- 最大航続距離：15,000km